# Aaviku (Haljala)
Aaviku – wieś w Estonii, w prowincji Virumaa Zachodnia, w gminie Haljala.